# Małgorzata Szapował
Małgorzata Szapował (ur. 1 października 1978 w Szczecinie) – polska aktorka i artystka kabaretowa.

## Życiorys
Od 1997 mieszka w Zielonej Górze i od tego też roku jest związana z zielonogórskim zagłębiem kabaretowym. Współtwórczyni kabaretu Szum, występowała także w Grupie Scenicznej „A czemu nie”, formacji „Miłe twarze” oraz Teatrze Absurdu „Żżżżż”. Od lipca 2008 współtworzy kabaret Słoiczek po cukrze wraz z Magdaleną Mleczak (inną członkinią rozwiązanego w 2006 Kabaretu Szum).

## Filmografia
- 1999: Dr Jekyll i Mr Hyde według Wytwórni A'YoY
- 2001: Wtorek – narzeczona Jurka
- 2003: Baśń o ludziach stąd – Natalia
- 2014–2015[potrzebny przypis]: Policjantki i policjanci – sierżant sztabowy Monika Kownacka
- 2015: Pierwsza miłość – policjantka, która zatrzymała Melkę i Krystiana (odc. 2034)